# Komorowski II
Komorowski Hrabia – polski herb szlachecki, hrabiowska odmiana herbu Korczak.

## Opis herbu
Opis z wykorzystaniem klasycznych zasad blazonowania:
W polu czerwonym wręby srebrne. Nad tarczą korona hrabiowska, dziewięciopałkowa, a nad nią hełm w koronie, z którego klejnot: pies szary (naturalny), z jęzorem czerwonym, siedzący w czarze złotej. Labry czerwone podbite srebrem.

## Utytułowani przodkowie
Według Juliusza Ostrowskiego tytuł hrabiowski na Liptowie i Orawie otrzymał Piotr z Komorowa w 1469 od króla węgierskiego Macieja. Tytuł hrabiowski w Galicji został potwierdzony 13 kwietnia 1793 Antoninie Teresie z Pawłowskich hr. Szeptyckiej (zm. 1791) i jej dzieciom z pierwszego małżeństwa po kasztelanie santockim Jakubie Komorowskim (zm. 1781) – Franciszkowi (1766-?), Józefowi (1767-1847), Antoniemu (1769-1826) i Augustynowi (1771-1825) oraz Józefie - żonie Andrzeja Rostworowskiego, Korduli (1764-1836) - żonie Teodora Potockiego i Antoninie Apolonii (1770-1838) - żonie Augusta Józefa Ilińskiego. Potwierdzenie tytułu hrabiowskiego uzyskali też 19 października 1803 reprezentanci drugiej linii Komorowskich, synowie Michała (zm. 1777), bratanka Jakuba, kasztelana santockiego: Ignacy (1774-1846) i Cyprian (1776-1858) z siostrą Anielą Horodyską. Herb hrabiego Ignacego Komorowskiego został wpisany do Herbarza Szlachty Królestwa Polskiego.
Przedstawiciele gałęzi litewskiej Komorowskich, odrębnego pochodzenia, otrzymali  1 grudnia 1892 zatwierdzenie tytułu hrabiowskiego przez ministerstwo spraw wewnętrznych Austro-Węgier. Byli to potomkowie Franciszka Antoniego Komorowskiego (1723-1800): czterej bracia - Stanisław Franciszek Wincenty (1862-1920), Stefan Karol (1866-1894), Czesław August (1867-1913) i Wiktor Emil (1870-?), synowie Augusta Piotra (1817-1905); Leon Wilhelm (1849-1900), syn Wiktora Tomasza (1821-1887); trzej bracia -  Piotr Anton (1862-1920), Jarosław Jan Narcyz (1865-1919) i Szymon Stanisław Cyryl (1869-1907), synowie Antoniego Jerzego Augusta (1833-1881); trzej bracia - Zygmunt Leopold Piotr (1865-1920), Witold Stanisław Adam (1875-?) i Antoni August Samuel (1873-1910), synowie Piotra (1838-1905); trzej bracia - Adam Stanisław Hieronim (1873-1923), Józef Wiktor Onufry (1876-1947) i Henryk Onufry Seweryn (1875-1922), synowie Jana Leopolda Antoniego (1833-1904?). Franciszek Antoni (1714-1784) był w linii prostej przodkiem Bronisława Komorowskiego.

## Podstawy prawne tytułu
Tytuł hrabiego liptowsko-orawskiego był związany tylko z pełnioną funkcją zarządcy i wygasł wraz ze śmiercią Piotra z Komorowa. Mimo to, tytułu zaczął używać brat Piotra, Mikołaj i to jego potomkowie otrzymali potwierdzenia w 1793 i 1803. Istnieją różne teorie na temat zatwierdzania tej i podobnych wątpliwych historycznie tytułów rodzin polskich przez cesarzy Rzeszy Niemieckich i austriackich w XVIII-XIX w..

## Problemy z herbem
W świetle najnowszych badań naukowych Adama Pszczółkowskiego przeprowadzonych m.in. w archiwach wileńskich nie da się utrzymać teoria Adama Bonieckiego (z pierwszej redakcji jego herbarza), powielona w herbarzu Seweryna hr. Uruskiego i rozwinięta przez Marka Minakowskiego, że Franciszek Antoni Komorowski (1723-1800) był potomkiem rodu Dołęgów. Właściwy herb Komorowskich litewskich, jak i ich pochodzenie pozostaje dotąd nieznane. Komorowscy gałęzi litewskiej już w XVIII w. przypisywali się do herbu Korczak i uzyskali formalne zatwierdzenie tego przed Deputacją Szlachecką Guberni Wileńskiej w 1805. Dalsza ich działalność celem uzyskania tytułu hrabiowskiego, po odrzuceniu ich pretensji do niego przez Heroldię rosyjską, była konsekwencją przekonania o wspólnym pochodzeniu z Komorowskimi z ówczesnej Galicji. Praktyka fałszowania rodowodów szlacheckich w XIX w. dla potrzeb prawnych przed Deputacjami i Heroldiami była dość powszechna, w tym również dla celów uzyskania tytułów szlacheckich. Urzędy natomiast kierowały się literą prawa, a nie krytycyzmem historycznym. Tytuł Komorowskich, jak i tytuły wielu innych rodzin polskich prawomocnie uznanych przez urzędy heroldyjne Austrii, Prus czy Rosji posiadały moc prawną do 1918 r. Są do dziś uznawane przez różne instytucje (np. wydawnictwa niemieckich almanachów gotajskich czy szlachty bałtyckiej o wysokim poziomie merytorycznym).

## Herbowni
Jedna rodzina herbownych, dwie linie:
- Graf von Liptawa und Orawa Komorowski (potomkowie Jakuba, kasztelana santockiego).
- Graf von Komorowski (potomkowie Cypriana).